# Бочаницька сільська рада
Бочани́цька сільська́ ра́да — орган місцевого самоврядування в Гощанському районі Рівненської області. Адміністративний центр — село Бочаниця.

## Загальні відомості
- Бочаницька сільська рада утворена 20 лютого 1991 року.
- Територія ради: 20,071 км²
- Населення ради: 1 133 особи (станом на 2001 рік)

## Населені пункти
Сільській раді підпорядковані населені пункти:
- с. Бочаниця

## Склад ради
Рада складається з 16 депутатів та голови.
- Голова ради: Куліковський Олег Миколайович
- Секретар ради: Партолюк Юлія Юріївна

### Керівний склад попередніх скликань
| ПІБ                           | Основні відомості                                    | Дата обрання | Дата звільнення |
| ----------------------------- | ---------------------------------------------------- | ------------ | --------------- |
| Ткачук Сергій Феофанович      | Сільський голова, 1970 року народження, безпартійний | 26.03.2006   | 31.10.2010      |
| Куліковський Олег Миколайович | Сільський голова, 1978 року народження, безпартійний | 31.10.2010   |                 |

Примітка: таблиця складена за даними сайту Верховної Ради України